# كولورادو أفالانتش
كولورادو أفالانتش (بالإنجليزية: Colorado Avalanche)‏ هو فريق هوكي جليد أمريكي محترف يلعب في الشعبة الوسطى من القسم الغربي في دوري الهوكي الوطني (NHL). حاز على كأس ستانلي مرتين في عامي 1996 و2001.